# 나는 고양이로소이다 (영화)
《나는 고양이로소이다》는 2017년에 개봉한 대한민국의 영화이다.

## 줄거리
안냥! 나는 서울의 길고양이~야옹! 다들 길 위에서 야옹다옹 살아가는 나를 본 적 있지?
저 멀리 바다 건너 대만에는 관광 명소가 된 ‘고양이 마을’이 있고, 이웃 나라 일본에는 사람보다 고양이가 더 많이 사는 ‘고양이 섬’이 있다던데
나도 일본냥, 대만냥처럼 행복하게 살고 싶다옹~ 그곳 친구들은 방법을 알고 있을까?
길 위에서도 사람들과 함께 꽁냥꽁냥 잘 살아갈 묘안을 찾기 위해 여행을 떠나기로 결심했다옹! 대만, 일본 찍고 다시 한국으로~ 어때?

## 캐스팅
- 김하연
- 박선미
- 장혁진
- 이용한
- 박용준
- 장쓰웨이
- 양밍위에
- 천시촨
- 지엔 페이 링
- 장찡메이
- 쵸웨이
- 쿠도 쿠미코
- 우에하라 고지
- 토미모토
- 강민혁 : 네레이션